# 北府駅 (南越線)
北府駅（きたごうえき）はかつて福井県武生市東元町（現・越前市万代町）にあった福井鉄道南越線の駅である。同線の全線廃止とともに廃駅となった。
福井県立武生高等学校、信越化学工業武生工場およびホクコン武生工場への最寄り駅だったが、廃止直前には朝の社武生行きが2本、夕方の粟田部行きが3本停車するだけで、それ以外の列車はすべて当駅を通過していた。

## 歴史

### 年表
- 1927年（昭和2年）6月7日：南越鉄道の駅として新設開業。
- 1941年（昭和16年）7月2日：会社合併により福武電気鉄道南越線の駅となる[5]。
- 1945年（昭和20年）8月1日：会社合併により福井鉄道南越線の駅となる[6]。
- 1981年（昭和56年）4月1日：南越線の全線廃止により廃駅となる[7][8]。

### 駅名について
福武線にある北府駅（きたごえき）とは別の駅であり、読み仮名も所在地も異なる。また、当駅が存在した時期の福武線北府駅は西武生駅を名乗っており、二つの「北府駅」が同時に存在したことはない。ただし、駅名標には「きたご」と記されていた。地名としての「北府」もかつては「きたごう」だったが、現在は「きたご」と読む。

## 駅構造
単式ホーム1面1線と貨物用引込線1線を有する旅客駅を兼ねる貨物駅だった。貨物としてはホクコン武生工場のコンクリートのホッパ車を取り扱っていた。

## 駅跡
駅の名をとどめるものは残っていない。村国方の日野川に歩道橋に改修された日野川南越線鉄橋が残る。

## 隣の駅
福井鉄道
南越線
福武口駅 - 北府駅 - 村国駅